# Okręg Zurzach
Okręg Zurzach (niem. Bezirk Zurzach, gsw. Zurzibiet) – okręg w Szwajcarii, w kantonie Argowia, o pow. 130,01 km², zamieszkały przez 36 325 osób (31 grudnia 2022). Siedzibą okręgu jest miejscowość Bad Zurzach. 

## Podział administracyjny
W skład okręgu wchodzi 15 gmin (Einwohnergemeinde):
1. Böttstein
2. Döttingen
3. Endingen
4. Fisibach
5. Full-Reuenthal
6. Klingnau
7. Koblenz
8. Leibstadt
9. Lengnau
10. Leuggern
11. Mellikon
12. Schneisingen
13. Siglistorf
14. Tegerfelden
15. Zurzach

## Zmiany administracyjne
- 1 stycznia 2014
  - przyłączenie gminy Unterendingen do gminy Endingen
- 1 stycznia 2022
  - połączenie gmin Bad Zurzach, Baldingen, Böbikon, Kaiserstuhl, Rekingen, Rietheim, Rümikon oraz Wislikofen w nową gminę Zurzach[1]